# Mikoian-Gurévitx MiG-23
El Mikoian-Gurévitx MiG-23 (Микоян и Гуревич МиГ-23 a Rússia, denominació OTAN 'Flogger') és un avió de combat soviètic de geometria variable, capaç d'operar en aeroports petits i mal mantinguts. Dissenyat pel Mikoian-Gurévitx, és el primer caça soviètic capaç d'identificar i atacar objectius que volen per sota d'ell, i més enllà de l'abast visual. Es va construir també una versió especialitzada en l'atac terrestre. El MiG-23 va ser produït en grans quantitats a partir de 1970 i la versió d'exportació resta encara, a principis del segle xxi, en servei limitat en diferents països arreu del món.

## Disseny
El MiG-23 respon a una petició de la Força Aèria d'un avió de combat soviètic amb millor comportament que el Mig-21, capaç d'operar des de terrenys senzills a fi de permetre la dispersió de les unitats sobre els aeroports secundaris en cas de conflicte. Per satisfer aquesta necessitat, es van discutir dos projectes:
- un avió d'enlairament curt equipat amb dos reactors d'elevació a la part posterior de la cabina. Aquesta fórmula va ser provada per primera vegada en un MiG-21PFM modificat (el fuselatge va ser allargat per instal·lar dos Kolesov RD-36-35 amb una potència de 23 kN cada un), llavors es produeix un avió prototip designat 23-01 amb les entrades d'aire mogudes a un costat per permetre la instal·lació d'un radar de gran abast al nas. El primer vol va tenir lloc el 3 abril de 1967, però el projecte es va abandonar aviat a causa de nombrosos problemes i limitacions que planteja aquesta fórmula.

- Un avió d'ales de geometria variable el prototip del qual va ser designat Avió 23-11. També disposava des preses d'aire laterals i va realitzar el seu primer vol el 10 juny de 1967, primer amb la fletxa (angle d'atac de les ales) bloquejada a 72 graus. Un mes més tard, l'angle de les ales va començar a ser modificat i provat en vol per als diferents valors possibles (16 graus, 45 graus, 72 graus). L'avió 23-11 va ser seguit per sis prototips de 23-11 i dos avions de proves estàtiques en terra.

## Primera generació
El primer dels 60 MiG-235 de pre-producció va sortir de fàbrica el maig de 1969, propulsat per un reactor Tumansky R-27F, amb una potència màxima de 78.5 kN. Durant la seva producció, aquest reactor fou reemplaçat pel R-27F2-300, capaç de fornir 97.8 kN (és a dir, un 25% de potència suplementària). El desenvolupament del radar RP-23 Sapfir-23, inicialment previst pel MiG-23, s'havia endarrerit, per la qual cosa el MiG-23S van rebre l'RP-22M del MiG-21MF/bis.
Aquests primers MiG-23, tanmateix, tenien molts defectes, pel que fa a la fiabilitat de la mateixa aeronau pròpiament dita (especialment en els sistemes hidràulic i sistema de subjecció de les ales) com en les seves característiques de vol (mala estabilitat horitzontal, sortida de la barrina molt delicada), i altres característiques en combat que el feien inferior a les que oferia el MiG-21.
Una versió millorada va aparèixer en 1971: tenia una primera versió del radar Sapfir RP-23-23 (que van resultar poc fiables), un detector infraroig acoblat al sistema de tir, nous frens d'aire, una deriva modificada per millorar l'estabilitat i, sobretot, una nova ala amb una superfície alar augmentada en un 20% i els valors de l'angle d'atac de les ales augmentats 2.4 graus en totes les posicions. Malgrat aquests canvis, el nou MiG-23SM resultà ser tan problemàtic com el MiG-23S i és considerat un avió de pre-sèrie, del qual s'han construït solament 100 unitats.

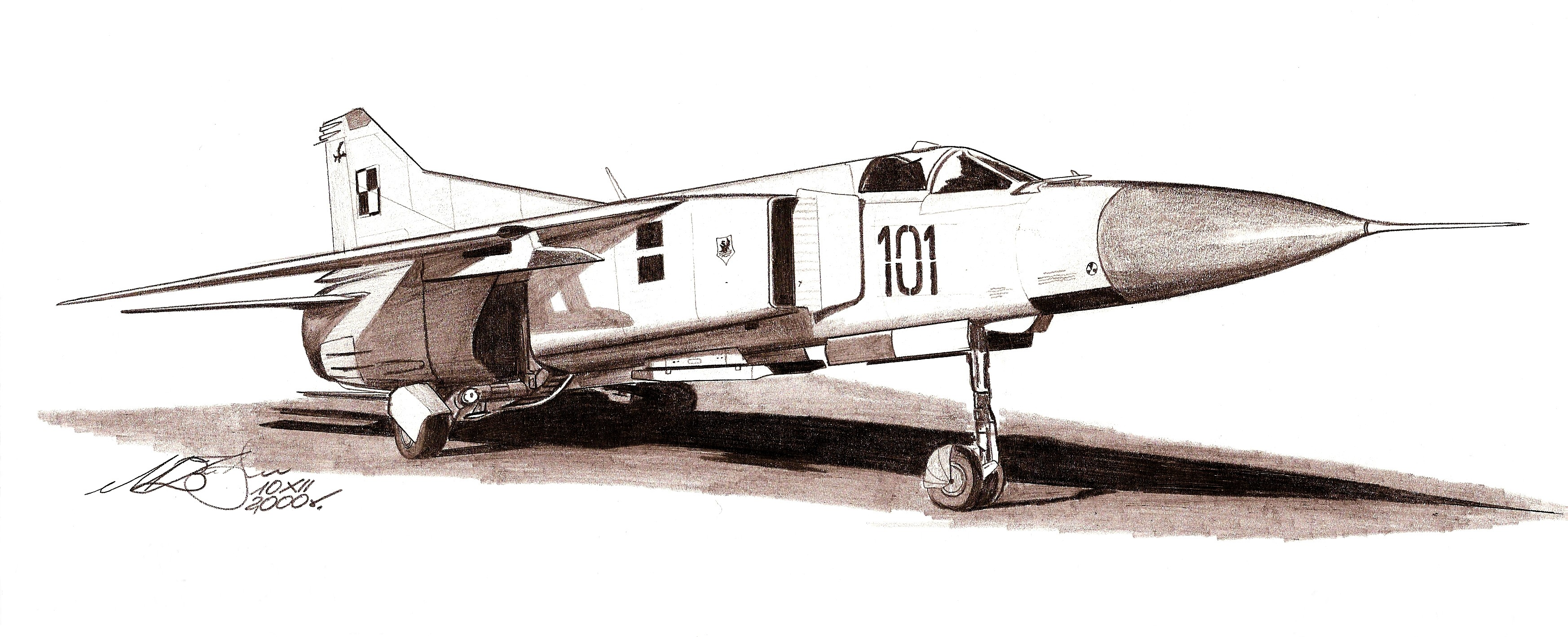
Dibuix d'un MiG-23MF polonès

La primera versió de producció real fou, de fet, el MiG-23M Flogger B, que va fer el seu primer vol el juny de 1972. Disposava d'un reactor R-29-300, amb una potència de 113,4 kN (15% més) i ales modificades de nou. L'eliminació dels llistons d'avantguarda en el MiG-23M va demostrar ser una mala idea. Es van realitzar altres millores, en particular en relació amb l'aviònica i un nou seient projectable.
Finalment, durant la producció, el radar definitiu Sapfir-23d-III, va arribar a estar disponible: era el primer radar soviètic capaç d'identificar i atacar objectius que volaven més baix (capacitat Lock Down, Shoot Down), i li va permetre, a més, la utilització de míssils AA-7 Apex contra objectius fora de l'abast visual.
Es van fer versions per a exportació: el MiG-23MF, amb una aviònica lleugerament inferior, pels països del Pacte de Varsòvia i els aliats "de confiança", i el MiG-23 ms (Flogger E), que disposava només del vell radar RP 22sm, per a altres països. En total, es van construir unes 1.300 unitats del MiG-23M, MF i MS.
Es va desenvolupar una versió biplaça, destinada a l'entrenament, a partir dels MiG-23S. El prototip (designat MiG-23U) va fer el seu vol inaugural el 10 d'abril 1970. Conservava l'aviònica dels monoplaces i el seu canó de 23 mm, la qual cosa el capacitava per a les missions de combat. La producció va començar el 1970, sota la designació MiG-23UB (Flogger C). Des de 1971, les unitats que sortien de fàbrica disposaven de les ales millorades del MiG-23M. La producció va continuar fins a 1985 i les vendes d'exportació van representar aproximadament un terç dels 770 biplaces construïts.

## Segona generació
Mikoian-Gurévitx va continuar treballant en una versió més lleugera i més fiable del Flogger. El 21 de gener de 1975 va tenir lloc el primer vol de la versió MiG-23ML (Flogger G) amb un fuselatge completament revisat i una millora aerodinàmica, i que pesava 1 250 kg menys. També tenia un reactor Tumanski R-35F-300-128 kN (és a dir, un 13% més de potència) i utilitzava menys combustible. S'havia millorat tota l'aviònica, especialment amb un radar Sapfir-23ML (més lleuger, més fiable i amb més rendiment) radar (més clar, més fiable i més ràpid). Durant la producció, fou reforçat el sistema de fixació de les ales.
.
Aquesta versió, ja fortament millorada, fou seguida el 1977 pel MiG-23MLA amb un radar que pot treballar en bandes de freqüència múltiple (per limitar les interferències) i capaç de portar nous míssils aire-aire més potents.
Com en el cas del MiG-23M, les versions d'exportació es van construir amb una aviònica lleugerament inferior. En total, es van construir prop d'un miler de MiG-23ML i similars. Es conserva un MiG-23MLD al museu de les Forces Aèries dels Estats Units

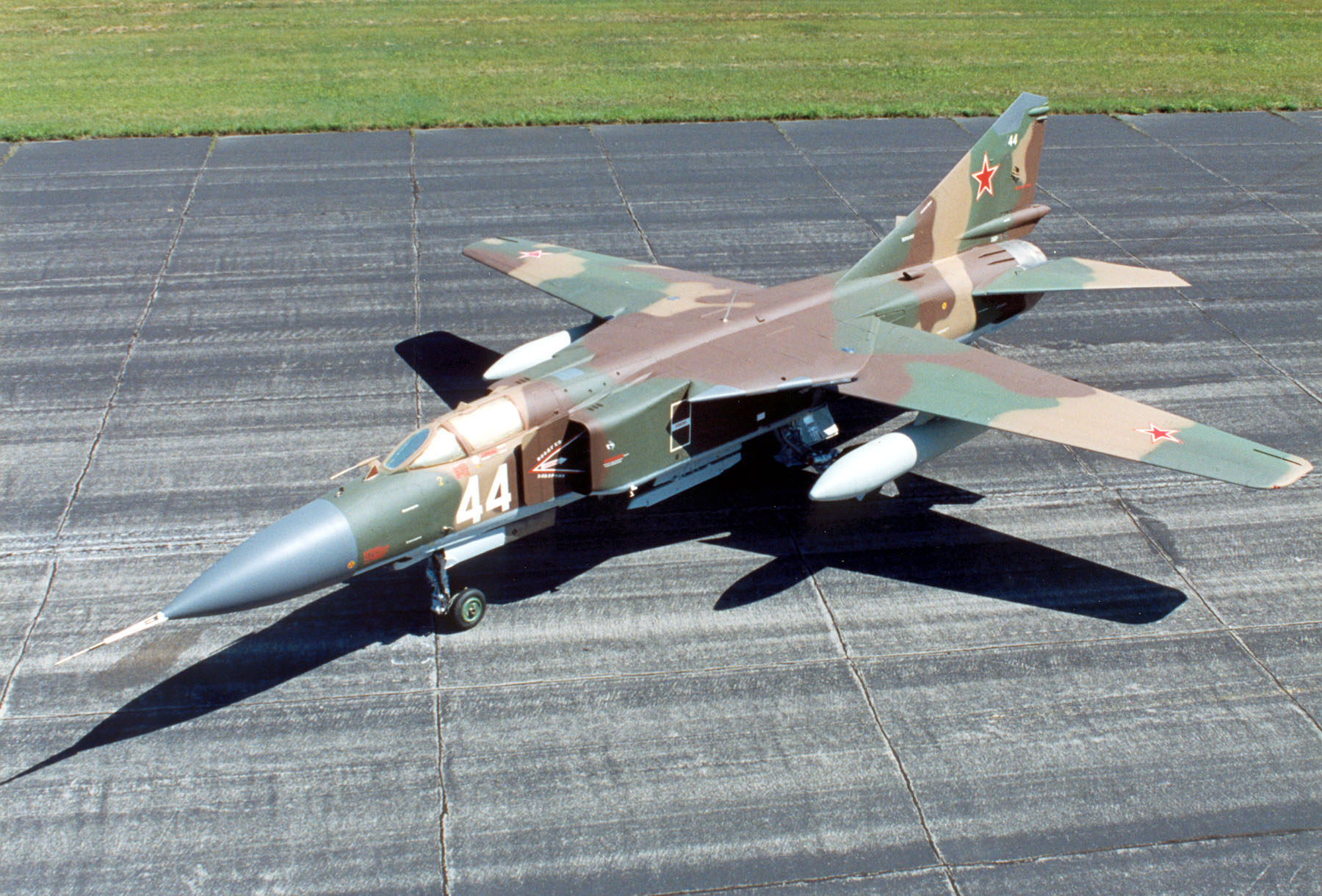
Un MiG-23MLD conservat al museu de l'US Air Force

Es va construir una versió del MiG-23P ("P" per perekvatxik o "interceptor") per equipar les unitats d'intercepció de la força aèria soviètica, amb una aviònica modificada per millorar la integració en els sistemes de defensa aèria: un nou pilot automàtic i un nou vincle de dades permetrien teledirigir gairebé del tot l'avió des d'una estació terrestre.dotar les unitats per interceptar a la força aèria soviètica, amb una aviònica modificat per millorar la integració dels sistemes de defensa aèria: un nou pilot automàtic i un nou vincle de dades li permet controlar gairebé tots els avions des d'una estació terrestre. D'aquesta versió es van fer prop de 500 unitats.
El 1982 es va posar en marxa un programa de millora del MiG-23ML/MLA i va donar lloc al MiG-23MLD (Flogger K) que comprèn:
- Un radar Sapfir 23MLA AKA-11 d'abast més gran i altres millores
- Un sistema de control de vol que evita empènyer l'avió més enllà dels seus límits
- Un sistema de fixació d'ales reforçat que permet un posicionament de 33 graus
- Nous llançadors de contra-mesures, generadors de vòrtex i altres millores d'aviònica.

Prop de 500 MiG-23 en servei van ser remodelats seguint aquest nou estàndard, i 75 unitats de nova construcció per a l'exportació.
En la dècada de 1980, un cert nombre de MiG-23UB van ser modificats com a MiG-23UM, amb una aviònica actualitzada per estar més a prop dels monoplaces que hi havia aleshores en servei (és a dir, MiG-23ML/MLA/MLD).

## La versió d'atac (MiG-23BN)
El desenvolupament d'una versió especialitzada en l'atac terrestre va ser planejada molt aviat: el quart prototip del MiG-23 també va ser modificat per dur a terme aquesta funció, però els assajos van mostrar que la fórmula no era apropiada. Mikoian-Gurévitx a continuació, va aportar, aleshores, altres canvis per arribar als MiG-23B ("B" per bombardirovxtik és a dir, "bombarder"). El prototip d'aquest feu el seu primer vol el 18 de febrer de 1971.

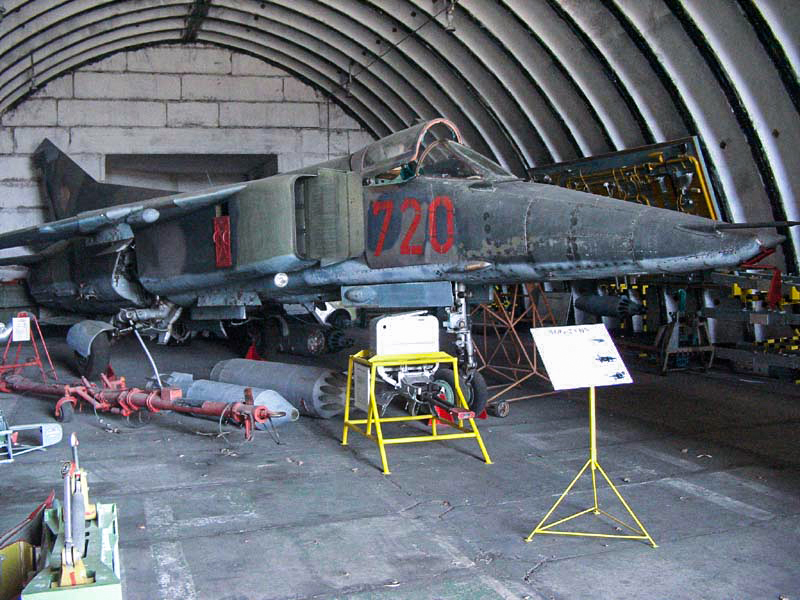
Un MiG-23BN utilitzat per l'Alemanya de l'Est

Externament, els MiG-23 d'atac són immediatament recognoscibles pel seu nas en forma de "bec d'ànec", que permet millorar la visibilitat del pilot cap avall i endavant, la qual cosa és possible gràcies a l'eliminació del radar aire-aire en les versions de caça. Altres canvis inclouen un reactor Lyulka AL-21F-300 amb una potència màxima de 110 kN.
La cabina de pilotatge i la part ventral en el reactor estaven protegits per un espès blindatge, mentre que s'havia afegit un dispositiu limitador dels riscos d'incendi als tancs de combustible (amb una major capacitat, fins a 5.750 litres). També s'havia revisat seriosament l'aviònica amb la instal·lació, entre d'altres, d'un sistema de navegació i d'atac, un sistema làser que assegurava la telemetria i la detecció d'il·luminació, un altímetre radar, un interferidor d'emissions de radar i un detector d'alerta radar. Finalment, es va reforçar l'estructura de l'avió i la capacitat de transport de càrrega es va augmentar en 3.000 kg.
Després de l'aprovació de l'ala modificada dels MiG-23SM, es van construir una desena de MiG-23B (Flogger F) el 1972, com a avions de pre-sèrie. La primera i única versió de sèrie fiu el MiG-23BN (Flogger H), que disposava d'un reactor Tumanski R-29B-300, amb una potència màxima de 122 kN, i un sistema de navegació i atac millorat. Es va aconseguir una producció de 624 avions, la majoria dels quals es van exportar, amb una aviònica més o menys empobrida, de nou, segons el país de compra. Noves millores en la versió d'atac van portar a un canvi en el nom i l'aparença dels MiG-27.

## Variants

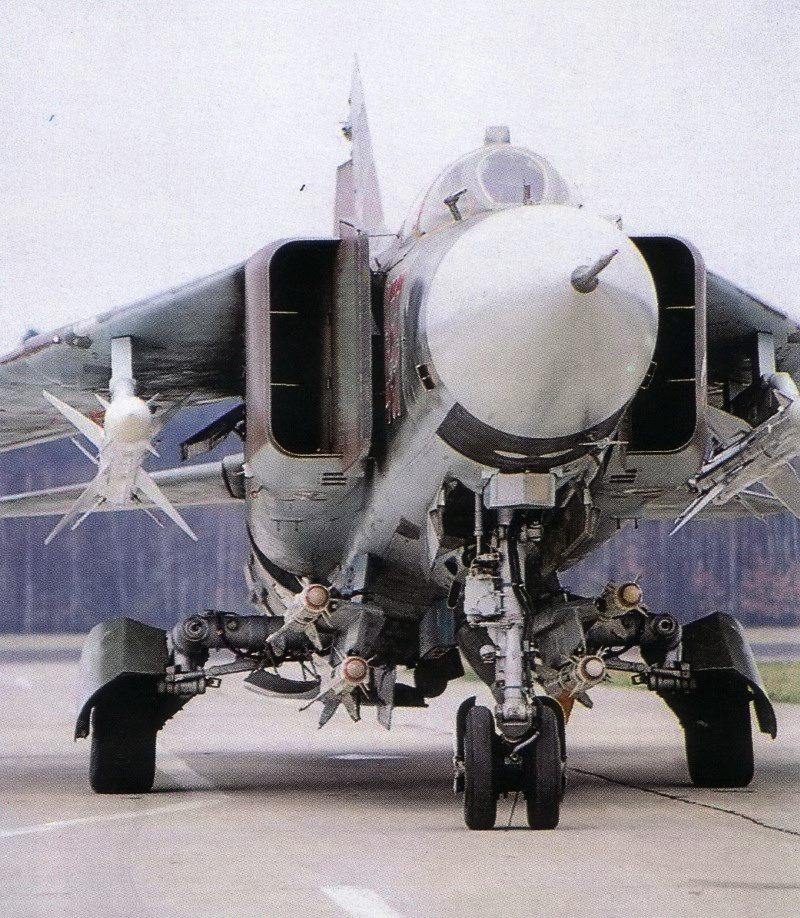
Vista frontal d'un MiG-23.

- MiG-23S Flogger A : versió de pre-sèrie amb radar RP-22SM (60 unitats).
- MiG-23SM : versió millorada amb radar Sapfir-23L i una nova ala (100 unitats)
- MiG-23M Flogger B : primera versió de producció amb reactor més potent, radar definitiu Sapfir-23D-III, etc.
- MiG-23UB Flogger C : biplaça d'entrenament (770 unitats).
- MiG-23MF : versió d'exportació amb aviònica més senzilla.
- MiG-23MS Flogger E : versió d'exportació del MiG-23M amb el radar RP-22sm
- MiG-23B Flogger F : versió de pre-sèrie per a l'atac terrestre (sols 10 unitats)
- MiG-23ML Flogger G : version llargament millorada amb nou radar, nou reactor, etc.
- MiG-23BN Flogger H : versió de producció per a l'atac a terra (624 unitats)
- MiG-23MLA : nou radar que pot operar sobre múltiples freqüències.
- MiG-23P:MiG-23P: interceptor que pot ser controlat remotament des d'una estació terrestre (500 unitats)
- MiG-23MLD Flogger K : radar millorat, una nova posició de les ales i altres millores (75 avions nous, més 500 MiG-23ML/MLA modificats)
- MiG-23UM : biplaces d'entrenament amb aviònica actualitzada.

La producció total estimada és de prop de 4.400 unitats (amb exclusió de MiG-27).

## Situacions compromeses

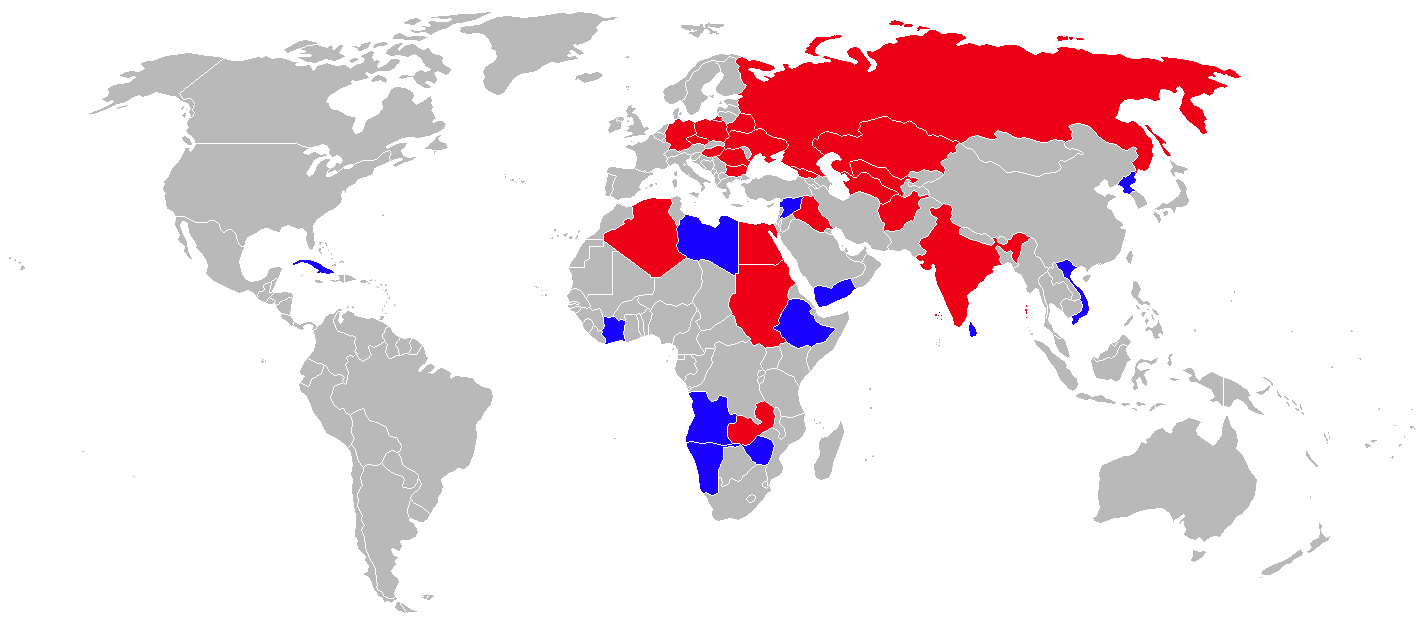
Països amb avions Mig-23 en actiu (blau) o que el van tenir en actiu (vermell)

L'URSS, va col·locar els MiG-23, en suport dels seus avions d'atac, entre 1984 i 1989, durant la guerra a l'Afganistan .
El 19 d'abril de 1974, un MiG-23 de Síria, pilotat per Al-Masri, va abatre dos F-4E israelians, però a continuació fou abatut per la defensa siriana a causa d'un error d'identificació [ref. necessària].
El 1980, vint dies després de la tragèdia d'Ustica, es va descobrir la carcassa d'un MiG-23 libi a Calàbria .
L'abril de 1982, dos MiG-23 sirians van abatre dos A-4 Skyhawk israelians, mentre volaven sobre el nord del Líban.
L'Iraq va usar els seus MiG-23 durant la Guerra Iran-Iraq, i va reivindicar moltes victòries sobre els avions iranians.
Quan hi ha va haver la intervenció militar israeliana al Líban, el 1982, molts MiG-23 sirians van ser abatuts per avions de combat israelians.
A l'incident del Golf de Sirte, el 4 gener de 1989, dos MiG-23 van ser abatuts per dos F-14 de l'Armada dels Estats Units.
Guerra del Golf: 26 de gener de 1991, tres MiG-23 van ser abatuts per 4 F15-Eagle en mode BVR amb míssils AIM-7 Sparrow.
Altres MiG-23 han estat sotmesos a la prova de foc, especialment els utilitzats per Angola.
El MiG-23 va conèixer un gran èxit i els seus lliuraments van depassar les fronteres dels països de l'ex-pacte de Varsòvia.
És (o era) utilitzat en Algèria, Angola, Bulgària, Belarús, Corea del Nord, Cuba, Costa d'Ivori, Etiòpia, Índia, Iraq, Kazakhstan, Líbia, Polònia, Romania, Rússia, Sudan, Síria, Txecoslovàquia, Ucraïna, Vietnam, Iemen, Veneçuela .
Ordre de designació:
- MiG-15 · MiG-17 · MiG-19 · MiG-21 · MiG-23 · MiG-25 · MiG-27 · MiG-29 ·MiG-29M ·MiG-29K ·MiG-31 · MiG-35